# Paso de la Cisa
El paso de la Cisa (en italiano: Passo della Cisa) es un puerto de montaña situado a 1041 m s. n. m. en los Apeninos en un punto limítrofe entre las regiones de Emilia-Romaña y Toscana. Separa a los Apeninos ligures de los Apeninos tosco-emilianos y es atravesado por la carretera estatal SS62 della Cisa que une Sarzana (Liguria) con Verona (Véneto).

## Historia
El origen del paso de la Cisa se remonta al siglo VII durante el reino lombardo en la península itálica y cuando ésta se disputaba por bizantinos y lombardos. Los territorios de estos últimos estaban divididos en dos y separados por los Montes Apeninos, lo que los obligó a buscar una ruta alternativa que los conectase y que evitara los tradicionales puertos de montaña de la época romana.
Los lombardos articularon un camino a través de una parte de la cordillera dominada por ellos, que pasó a conocerse como Mons Langobardorum y que era atravesada por el paso de Monte Bardone, que equivale al actual Passo della Cisa. Además de su función militar, este camino era recorrido habitualmente por mercaderes y peregrinos que se dirigían a Roma. A él confluían diferentes rutas que procedían del norte de Europa después de haber atravesado los Alpes y el río Po. Los francos pasaron a controlar esta vía tras la conquista por Carlomagno del reino lombardo en el año 774, y su importancia aumentó notablemente. Esto hizo que se comenzase a conocer como la Vía Francígena, denominación que está atestiguada documentalmente desde el año 876.
Durante el siglo XVI, este punto marcó la frontera entre el Ducado de Parma y el Gran Ducado de Toscana y actualmente supone un punto de paso entre las regiones de Emilia-Romaña y Toscana.

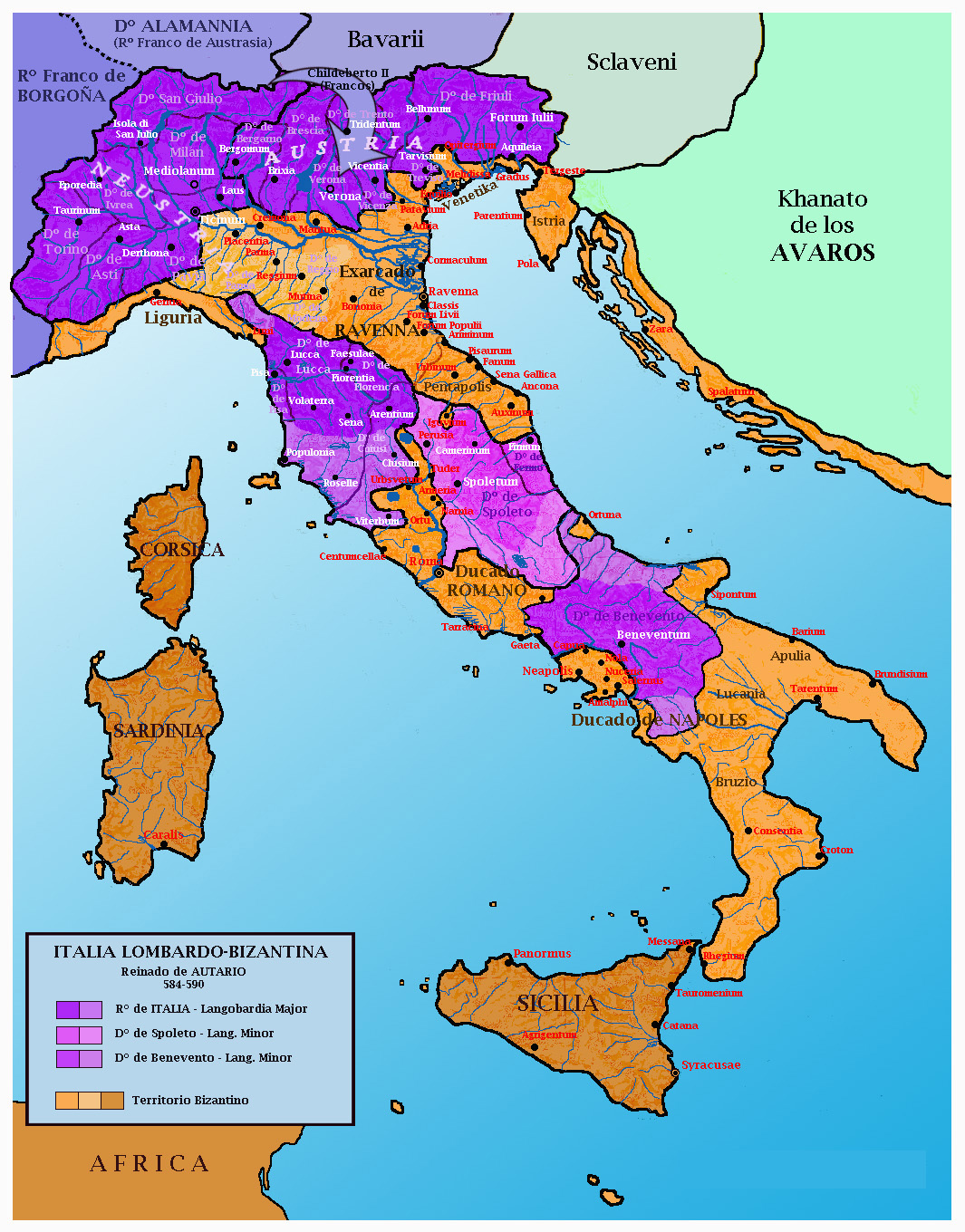
La península itálica en el año 590. Debido a la división entre sus territorios del norte y del resto de la península, los lombardos desarrollaron una ruta que los comunicase.

## Situación actual

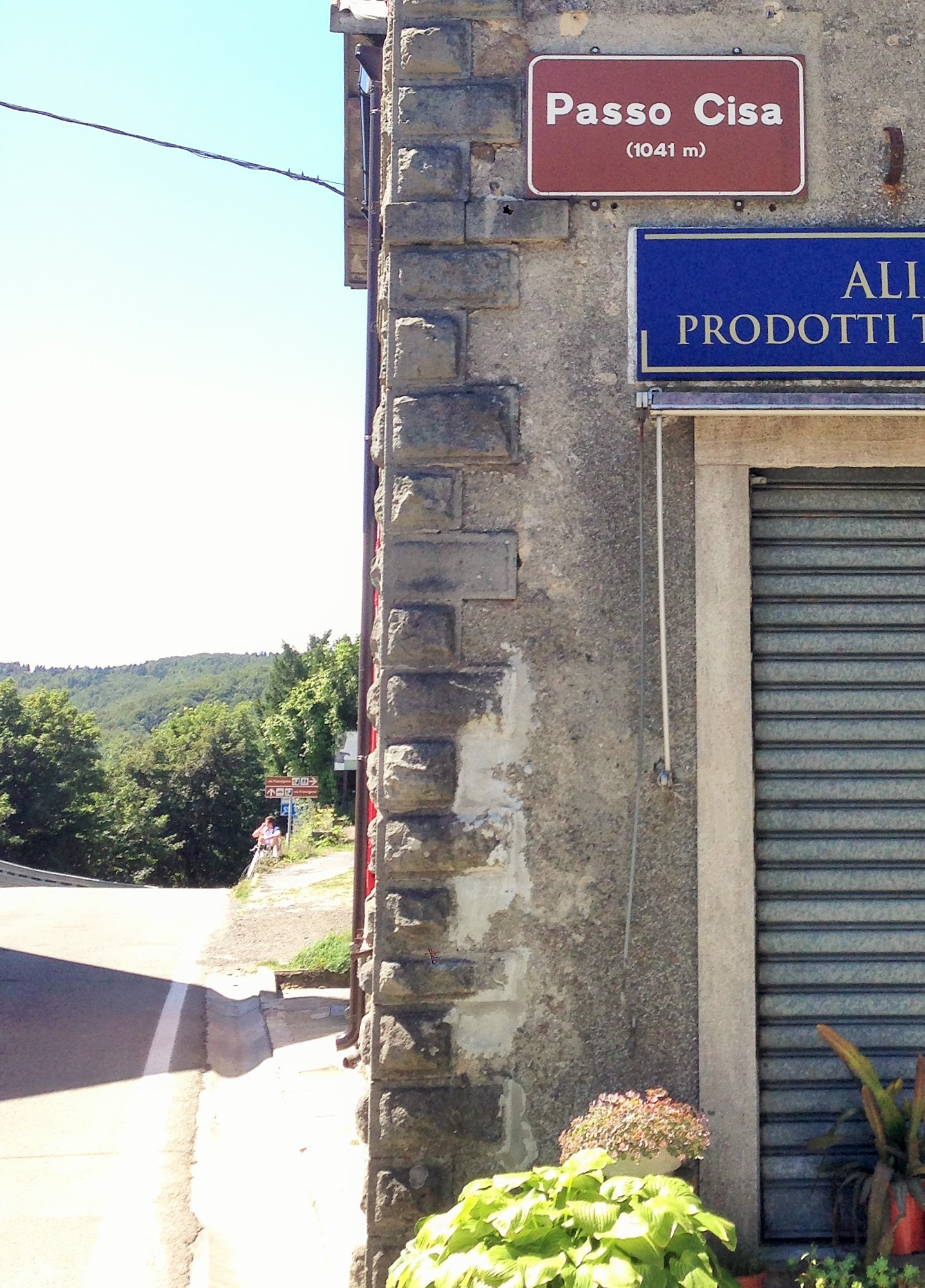
Cartel del Paso de la Cisa.

El paso de la Cisa ha caído bastante en desuso hoy en día debido a la construcción de la autopista A15 que atraviesa este punto por un túnel. Todavía lo cruza la carretera SS62, denominada también della Cisa, cuyos tramos de subida y bajada del paso son recorridos durante los fines de semana por bastantes motoristas. 
Además de establecimientos de hostelería, ventas de recuerdos y áreas de descanso, se encuentra una iglesia construida en 1922 dedicada a Nuestra Señora de la Guardia y a la que acuden fieles en peregrinación desde las poblaciones cercanas. Junto a esta iglesia se ha construido recientemente un arco de madera con la inscripción Porta Toscana della Francigena que da la bienvenida a esta región a los peregrinos que recorren la Vía Francígena.
Al igual que en la Edad Media existía un hospital para peregrinos cerca del paso. En dirección a Berceto se encuentra un albergue que es utilizado en la actualidad por éstos, así como por excursionistas.